# Poetic Slowmo Moonboat
|  | Denne artikel er oprettet af botten PalnaBot ud fra en ekstern database. Den kan derfor have sproglige fejl eller mangler. Denne skabelon kan fjernes efter kontrol af indholdet. |

Poetic Slowmo Moonboat er en film instrueret af Jacob Tell.

## Handling
Jacob Tells arbejdsform som billedkunstner er præget af en næsten anarkistisk frihed i valg af udtryksformer og medier, men også af en på samme tid uhøjtidelig og intuitiv udtrykskraft, der spænder fra det helt spontane til det amorft konceptuelle. Først og fremmest giver dette sig udtryk i en visuel frodighed, der ikke lukker sig inde i bleg institutionskritik, men som i sin refleksion stiller sig frit i det kunstneriske rum. Et godt eksempel er »Poetic Slowmo Moonboat«, hvor dramatiske natbilleder bevæger sig til rytmen af anelsesfuld musik.